# Дальэнергомаш

Управление завода «Дальэнергомаш».

Дальэнергомаш (Дальневосточный завод энергетического машиностроения) — машиностроительное предприятие, специализирующееся на производстве, продаже и сервисном обслуживании компрессорного и энергетического оборудования для различных отраслей промышленности. В 2018 году завод отметил 85-летие. Предприятие имеет собственный инженерный центр и постоянно работает над модернизацией выпускаемой продукции, повышая его энергоэффективность и надежность. АО «Дальэнергомаш» выпускает промышленное оборудование трёх торговых марок:
- Дальэнергомаш (г. Хабаровск) — предприятие специализируется на производстве центробежных компрессоров, нагнетателей, газовых технологических турбин;
- Амурлитмаш (г. Комсомольск-на-Амуре) — единственное в стране предприятие полного цикла, выпускающее оборудование по дробеметной и дробеструйной обработке металлов;
- КЗПТО (г. Комсомольск-на-Амуре) — производство стандартного оборудования с широким набором опций, а также по индивидуальному заказу.

В состав завода «Дальэнергомаш» входят: производственные цеха, испытательные стенды (компрессорного, турбинного и тягодутьевого оборудования), испытательная лаборатория, ремонтные, строительные и вспомогательные подразделения.
Продукция, выпускаемая на предприятиях:
- Газовые технологические турбины
- Центробежные компрессорные машины
- Тягодутьевые машины

## История
Завод был основан в октябре 1933 года как авторемонтный и сохранял эту специализацию до 1941 года. Начавшаяся Вторая мировая война потребовала перестройки производства на выпуск фронтовой продукции. Завод производил боеприпасы, ремонтировал танки. 
Послевоенные годы стали временем формирования основного профиля завода – энергетического машиностроения.
1947 – 1952 годы – изготовлен первый промышленный  электровентилятор ЭВ-40.  Освоен выпуск турбонасоса нового поколения РВПТ-90-270.
1953 – 1957 годы – начато серийное производство дымососов, вентиляторов  и запущено производство центробежных компрессорных машин.
1969 год стал началом  эпохи газотурбостроения – выпущена первая газовая турбина ГТТ-3.
1973 – 1975 годы – Освоен выпуск газовых турбин ГТК-10-2 для магистральных   газопровов и производство газотурбинных технологических установок ГТТ-12.
1980 – 1984 годы – начато серийное производство компрессора К250-61-5. Освоено производство газотурбинных установок КМА-2.
1992 – 1993 годы – изготовлен опытный образец многовального турбокомпрессора ТКА 250/9. Освоено производство сетевых центробежных насосов.
2001 – 2007 годы  –  начато производство моноблочных нагнетателей типа ЦНВ и модернизированной   газотурбинной установки типа  КМА-2М. Освоен выпуск систем автоматики.
2008 год – освоено производство резервуарного оборудования для АЗС. ОАО «Дальэнергомаш» реорганизован в группу компаний «Дальэнергомаш» с присоединением завода ОАО «Амурлитмаш».
2009 – 2011 годы  – изготовлен и испытан образец агрегата с нагнетателем центробежным АНЦ 100/1,6 LS. Подготовлен и освоен выпуск моноблочного нагнетателя ЦНВ 300/1,6 (1,8).
2012 год – в группу компаний «Дальэнергомаш» вошёл «Комсомольский-на-Амуре завод подъемно-транспортного оборудования» (КЗПТО).
2014 год – запущен в производство турбокомпрессор серии «Авангард». 
2016 год – Запущен в работу новейший немецкий металлообрабатывающий комплекс DMU 125 FD.
2017 год – Разработана и запущена в производство линейка нагнетателей нового поколения серии AERO-IM
2018 год – Запущен в работу металлообрабатывающий центр CTX beta 1250 TC 2nd., производства DMG.

## Слияния
В 2008 году в «Дальэнергомаш» в качестве филиала вошёл завод «Амурлитмаш». В 2012 году в компанию вошёл «Комсомольский-на-Амуре завод подъёмно-транспортного оборудования».

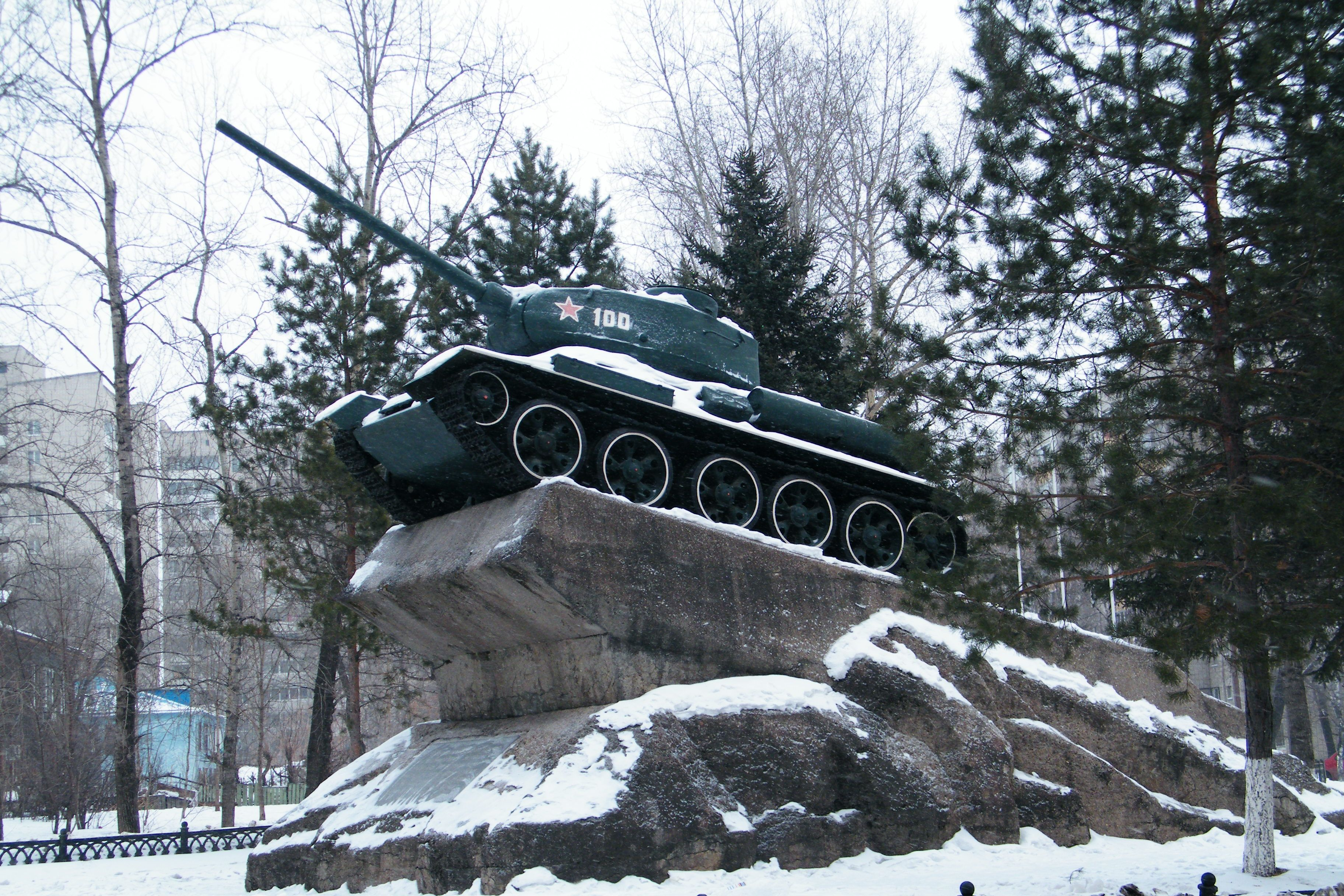
«В ознаменование трудового героизма коллектива завода „Энергомаш“ и боевых заслуг танкистов-дальневосточников» 1941—1945 гг.
Т-34-85 на ул. Лермонтова.

## Руководство
Генеральный директор завода «Дальэнергомаш» — Конюшев Олег Владимирович.

## Некоторые факты
На перекрёстке улиц Ленина и Ленинградская перед заводоуправлением в 1972 году был установлен обелиск, посвящённый 50-летию образования Союза ССР. За характерный внешний вид хабаровчане называли его «балалайка». В 2000-е годы при реконструкции магистральных городских улиц обелиск был признан «не имеющий ни исторической, ни художественной ценности» и демонтирован.
Клуб завода «Энергомаш» в 2000-е годы после реконструкции получил статус «Городской дворец культуры», в здании открыт «Музей истории Хабаровска» — самый «молодой» музей города.